# Departamento de Lautaro (Cautín)
| Departamento de Lautaro   | Departamento de Lautaro |
| ------------------------- | ----------------------- |
| Cabecera:                 | Lautaro                 |
| Superficie:               | km²                     |
| Habitantes:               | hab                     |
| Densidad:                 | hab/km²                 |
| Comunas/ Subdelegaciones: | - Lautaro - Galvarino   |
| Ubicación                 |                         |
|                           |                         |

El Departamento de Lautaro es una antigua división territorial de Chile, que pertenecía a la Provincia de Cautín. Su cabecera fue Lautaro. De acuerdo al DFL 8582, el Departamento de Lautaro estará formado:
- por las antiguas subdelegaciones 1.a Lautaro, 2.a Galvarino y 3.a Muco, del antiguo departamento de Llaima, y
- por la antigua subdelegación 2.a Cholchol, del antiguo departamento de Imperial;

Con esto se suprime el Departamento de Llaima, que pasa a formar parte del nuevo Departamento de Lautaro. Por otro lado, el antiguo Departamento de Lautaro, pasa a formar parte del nuevo Departamento de Coronel, en la Provincia de Concepción.
Finalmente, el Departamento de Lautaro fue suprimido en la década de 1970, con la implementación de la Nueva División Político Administrativa.

## Límites
El Departamento de Lautaro limitaba:
- Al norte con el Departamento de Victoria y el Departamento de Traiguén.
- Al oeste con el Departamento de Imperial.
- Al sur con el Departamento de Temuco.
- Al este con el departamento de Victoria, y luego el Departamento de Curacautín.

## Administración
La administración estaba en Lautaro. En donde se encontraba la Gobernación Departamental de Lautaro. Forma parte de la Vigésima Primera Agrupación Departamental: Temuco, Lautaro, Imperial y Villarrica, a la que se suma el Pitrufquén posteriormente.

## Comunas y subdelegaciones (1927)
De acuerdo al DFL 8583, el departamento estaba compuesto por las comunas y subdelegaciones con el siguiente territorio:
- Lautaro, que comprende las antiguas subdelegaciones 1.a Lautaro y 3.a Muco.
- Galvarino, que comprenderá la antigua subdelegación 2.a Galvarino, y la antigua subdelegación 2.a Cholchol, del antiguo departamento de Imperial.